# Power Trip (группа)
Power Trip — американская трэш-метал-группа из Далласа, основанная в 2008 году. К 2020 году состав Power Trip состоял из Райли Гейла (вокал), Блейка Ибанеза (ведущая гитара), Ника Стюарта (ритм-гитара), Криса Ветцеля (бас).) и Криса Ульша (ударные); последний заменил первоначального барабанщика Маркуса Джонсона, который ушел в 2009 году. В 2020 году Райли Гейл скончался от передозировки фентанила. На сегодняшний день они выпустили два студийных альбома: Manifest Decimation (2013) и Nightmare Logic (2017), а также сборник, включающий их ранние треки и концертный альбом.
Power Trip была одной из самых успешных трэш-металлических групп 2010-х годов, а Nightmare Logic вошёл в чарты Billboard и снискал признание музыкальных критиков. Концертная версия песни «Executioner’s Tax (Swing of the Axe)» была номинирована на премию «Грэмми» за лучшее метал-исполнение.

## История
В 2013 году группа подписала контракт с лейблом Southern Lord Records и выпустила свой первый студийный альбом Manifest Decimation. Их второй альбом, Nightmare Logic, был выпущен в 2017 году и получил признание критиков. The Guardian упомянула, что тексты песен Райли Гейла на Nightmare Logic были о «социальном неравенстве и активизме». Говоря о Nightmare Logic они писали, что это «как будто переживать кошмар наяву, вещи кажутся настолько сюрреалистичными, что в них невозможно поверить … пытаясь найти оптимизм и мотивирующую силу, и понимая, что 99 % из нас имеют больше общего, чем мы думаем». Успех Nightmare Logic, а также совместное выступление на сцене с такими исполнителями, как Оззи Осборн, Anthrax, Exodus, Testament, D.R.I., Suicidal Tendencies, Napalm Death, Lamb of God, Hatebreed, Five Finger Death Punch, Opeth, Danzig и Obituary, помогли Power Trip стать одной из самых популярных трэш-метал-групп в 2010-х.
В 2018 году был выпущен альбом Opening Fire: 2008—2014, призванный собрать воедино их бонус-треки. В конце 2019 года Power Trip объявили, что работают над своим третьим альбомом.
Вокалист Райли Гейл умер 24 августа 2020 года в возрасте 34 лет. Группа объявила о его смерти на следующий день. В мае 2021 года сообщалось, что официальная причина смерти была определена судмедэкспертом округа Даллас как случайная передозировка от «токсического действия» фентанила. В отчете также утверждалось, что Гейл, который, как сообщается, страдал от депрессии и злоупотреблял наркотиками, был обнаружен «без сознания на полу дома», и единственным другим веществом, обнаруженным в его организме, была марихуана.
На момент смерти Гейла Power Trip должны были отправляться в европейское турне с Lamb of God и Kreator, которое первоначально планировалось провести весной 2020 года до того, как пандемия COVID-19 привела к тому, что тур был перенесен на конец 2021 года и снова до конца 2022 года. Группа была в конечном итоге заменена на Thy Art Is Murder и Gatecreeper.
В интервью Los Angeles Times в марте 2021 года участники Power Trip заявили, что они не уверены в будущем группы, но не исключают возможность продолжения как дань памяти Гейла. Ведущий гитарист Блейк Ибанез прокомментировал: «Мы действительно хотим продолжать вместе играть музыку; мы просто не уверены, как это будет сейчас выглядеть».

## Музыкальный стиль и влияния
Их звучание характеризуется критиками как трэш-метал и хардкор-панк, а также кроссовер-трэш. Гейл отметил важность гитарных рифов и поп-песен: «Некоторые из любимых групп Блейка [Ибанеза] — это Killing Joke, Stone Roses, Siouxsie and the Banshees, Wipers». Гейл сказал, что он много работал над лаконичными текстами: «каждое слово соотносится с предложением, также, как предложение соотносится с куплетом. Убедившись, что все связано, и нет ни одного потерянного слога». «Я пытаюсь написать что-нибудь цепкое, чтобы люди могли без проблем подпевать». «[Я пишу о] разочаровании тем, что я вижу. Мотивации людей». AllMusic пишет, что их музыка доходит до поклонников как «хардкор-панка, так и экстремальной музыки».

## Состав

### Текущий состав
- Блейк Ибанез — соло-гитара (2008—настоящее время)
- Крис Ульш — ритм-гитара, бэк-вокал (2008—настоящее время)
- Ник Стюарт — бас-гитара (2008—настоящее время)
- Крис Ветзел — ударные (2009—настоящее время)

### Бывшие участники
- Райли Гейл — вокал (2008—2020, умер в 2020)
- Маркус Джонсон — ударные (2008—2009)

## Дискография

### Студийные альбомы
- Manifest Decimation (2013)
- Nightmare Logic (2017)

### Мини-альбомы
- Armageddon Blues (2009)
- Power Trip (2011)

### Сборники
- Opening Fire: 2008–2014 (2018)

### Концертные альбомы
- Live in Seattle: 05.28.2018

### Синглы
- «Split» (2016)
- «Firing Squad» (2016)
- «Executioner’s Tax (Swing of the Axe)» (2017)
- «Nightmare Logic» (2017)
- «Hornet’s Nest» (2018)
- «When Things Go Wrong» (2019)

## Награды и номинации
Премия «Грэмми»
| Год  | Номинируемая работа                         | Категория               | Результат |
| ---- | ------------------------------------------- | ----------------------- | --------- |
| 2021 | Executioner’s Tax (Swing of the Axe) — Live | Лучшее метал-исполнение | Номинация |